# Cronologia da invasão da Ucrânia pela Rússia (2022–presente)
Esta cronologia da invasão da Ucrânia pela Rússia em 2022 é uma lista dinâmica e fluida e pode não satisfazer critérios de completude. Ademais, note que alguns eventos podem ser completamente compreendidos ou descobertos apenas no futuro.

## Antecedentes
Em 24 de fevereiro, a Rússia lançou uma invasão de grande escala na Ucrânia, marcando um ponto de grande escalada de tensões na Guerra Russo-Ucraniana. A campanha fora precedida de prolongada mobilização militar russa a partir do início de 2021, assim como numerosas demandas russas por medidas de segurança e proibições legais contra o ingresso da Ucrânia na OTAN.

## Cronologia

Primeira fase da guerra: 24 de fevereiro até 7 de abril de 2022. Esta fase foi caracterizada por ofensivas russas em múltiplas frentes de batalha (norte, sul e leste).

O avanço inicial russo de fevereiro até o final de março focou em três frentes de batalha distintas: ao norte, via Bielorrússia e os oblasts russos de Kursk e Voronej, a Rússia avançou sobre os oblasts ucranianos de Kiev, Jitomir, Tchernihiv e Summy, para tomar as grandes cidades, centros industriais e o coração político da Ucrânia; no leste, eles atacaram a partir dos territórios ocupados de Lugansk e Donetsk e também via Rostov, para assegurar a integridade das duas repúblicas autônomas reconhecidas por Moscou, cercando também Kharkiv para garantir o flanco a nordeste; e no sul, via Crimeia, o Mar de Azov e Donetsk, os russos avançaram por Kherson, tomando a capital da região em seis dias, com o intuito de marchar sobre Mykolaiv e posteriormente ocupar a cidade de Odessa, onde o maior porto ucraniano fica. Ao mesmo tempo, uma segunda força russa no sul avançou sobre o Oblast de Zaporíjia, tomando Melitopol no caminho em direção a Mariupol. No final, perseguir tantos objetivos ao mesmo tempo, somado a resistência das tropas ucranianas e problemas de logística e moral baixa, desgastou as forças armadas russas que, posteriormente, tiveram de abandonar a frente norte e interromper boa parte dos ataques no sul para focar seu poderio militar no leste.

Segunda fase da guerra: 7 de abril até 5 de setembro de 2022. Este período foi caracterizado pela mudança do foco do conflito, com as operações militares cessando no norte e os combates e ofensivas aumentando de intensidade no sul e no leste.

Em maio, um mês após abandonar a as linhas de frente no norte, a Rússia recomeçou suas ofensivas no leste. As cidades de Severodonetsk e Lysychansk foram tomadas entre maio e julho. Mariupol também caiu em maio. Porém, novamente, os avanços russos empacaram depois destas conquistas, enquanto a Ucrânia recebia armamento e provisões do ocidente.

Terceira fase da guerra: 6 de setembro de 2022–presente; foi caracterizada por contra-ofensivas ucranianas e recuo dos russos em múltiplas frentes de batalha.

Em agosto de 2022, a Ucrânia inicia uma pesada contra-ofensiva, no sul (em Kherson) e no leste (em Kharkiv). O avanço surpreendeu os russos, com os ucranianos conseguindo diversos sucessos iniciais e forçando o recuo dos invasores. Como resposta aos retrocessos no campo de batalha, o governo russo começou o processo de anexação dos territórios ucranianos ocupados no leste e no sul, de Luhansk, Donetsk, Zaporíjia e Kherson, ao mesmo tempo que anunciaram uma mobilização de 300 mil reservistas.
Ao final de 2022 e começo de 2023, com mais homens no campo de batalha por causa da mobilização, as forças armadas russas retomaram a iniciativa no leste, tomando as cidades de Soledar e Bakhmut, embora tenha pagado um alto preço em vidas. Após reivindicar Bakhmut, a Rússia não conseguiu avançar, preferindo então consolidar suas posições defensivas. A Ucrânia, por sua vez, lançou uma enorme contraofensiva no sul e no leste, avançando de forma lenta na maioria das frentes.

### As invasões
- Cronologia da invasão da Ucrânia pela Rússia (fevereiro–junho de 2022)
- Cronologia da invasão da Ucrânia pela Rússia (julho–dezembro de 2022)
- Cronologia da invasão da Ucrânia pela Rússia (janeiro–junho de 2023)
- Cronologia da invasão da Ucrânia pela Rússia (julho–setembro de 2023)
- Cronologia da invasão da Ucrânia pela Rússia (outubro–dezembro de 2023)
- Cronologia da invasão da Ucrânia pela Rússia (janeiro de 2024–presente)